# Panzerkampfwagen VII Löwe

Zeichnung des VK 70.01 (Panzerkampfwagen Löwe)

Der Panzerkampfwagen Löwe (VK 70.01) war der Entwurf eines überschweren Kampfpanzers für die deutsche Wehrmacht, der nie über das Reißbrettstadium hinauskam.

## Entwicklung
Die Entwicklung des schweren Panzers begann im Frühjahr 1942, nachdem in der Friedrich Krupp AG die erbeuteten überschweren sowjetischen Panzer begutachtet wurden.
Die Entwickler planten zwei Varianten: 
- Variante eins, der „leichte Löwe“, sollte eine Turmpanzerung von 100 mm Stärke erhalten und ungefähr 76 t wiegen.

- Variante zwei, die schwerere Variante sollte etwa 90 t wiegen und 120 mm stark gepanzert sein. Geplant war für diesen Panzer ein Heckturm. Die Besatzung sollte für beide Varianten fünf Mann betragen.

Die von Adolf Hitler favorisierte Variante eins, der „leichte Löwe“, sollte über eine extrem starke Panzerung verfügen. Die Lage des Geschützturms war hier in der Mitte des Fahrzeugs vorgesehen. Beide Varianten sollten mit der 10,5-cm-L/70-Kanone und einem koaxialen Maschinengewehr bestückt sein. Der schwere Löwe ähnelte dem Tiger II und es war vorgesehen, möglichst viele baugleiche Komponenten zu verwenden. Als Hauptangriffswaffe sollte er über eine 15-cm-L/40- oder L/37-Kwk verfügen. Es waren jeweils fünf Mann Besatzung eingeplant, drei im Turm und zwei in der Wanne.
Im Juli 1942 wurde die Planung dieses Kampfpanzers gestoppt und die Entwicklung eines noch gigantischeren Projekts begonnen: Der Panzerkampfwagen VIII Maus.

## Technische Daten
- Gewicht: 90 Tonnen / 76 Tonnen
- Länge/Breite/Höhe: 7,74 m/3,83 m/3,08 m
- Kettenbreite: 90 cm
- Panzerung: 120 mm Turmfront/Seiten: 100 mm
- Motor: Zwölfzylinder-Maybach-Motor HL 230 P 30 mit 700 PS
- Höchstgeschwindigkeit: 23 km/h Straße/Gelände: 15 km/h
- Fahrbereich: 160 km Straße/Gelände: 80 km
- Bewaffnung:
  - 10,5-cm-L/70 mit 22 Schuss
  - ein Koaxial-MG mit 2700 Schuss
- Besatzung: 5 Mann (Kommandant, Fahrer, Funker, Richtschütze, Ladeschütze)
- Baujahr: 1943 (geplant)